# 산타 크로체 성당
산타 크로체 성당(이탈리아어: Basilica di Santa Croce, 성 십자가 성당)은 이탈리아 피렌체에 위치한 프란치스코회의 주요 교회이자, 로마 가톨릭교회의 소 바실리카이다. 산타 크로체 광장에 있으며, 피렌체 대성당에서 남동쪽 800m 거리에 있다. 성당의 자리로 선택된 첫 자리는 피렌체 성벽 외각의 습지대였다. 미켈란젤로, 갈릴레오, 마키아벨리, 시인 포스콜로, 철학자 젠틸레, 작곡가 로시니 같은 이탈리아의 가장 저명한 이들이 묻힌 곳이기도 하며, 이를 통해 이탈리아 영광의 교회 (Tempio dell'Itale Glorie)로도 알려져있다.

## 건물

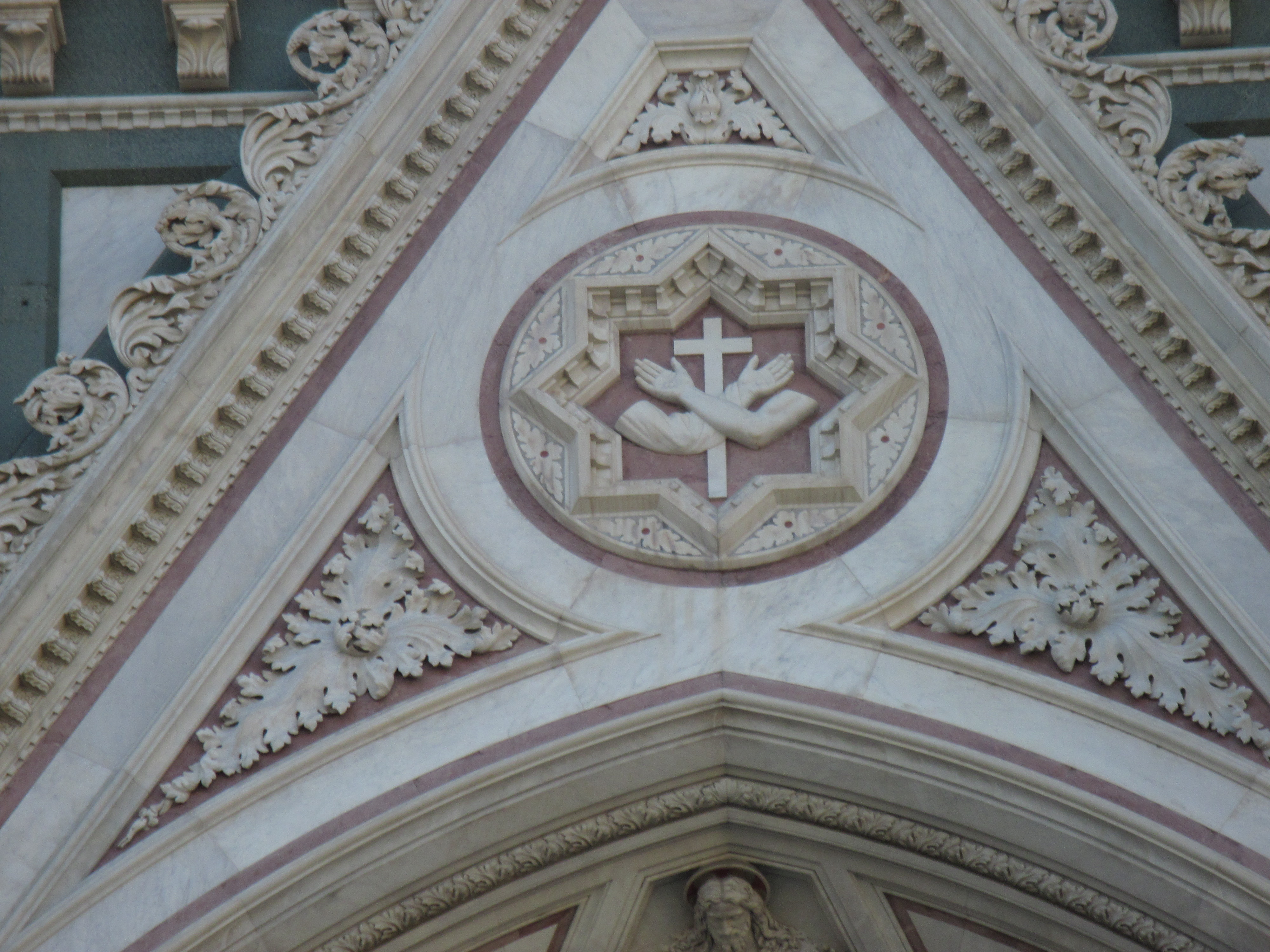
산타 크로체 성당의 파사드에 있는 프란치스코의 상징

산타 크로체 성당은 세계에서 제일 큰 프란치스코회 성당이다. 가장 주목할만한 특징은 조토와 그의 제자들이 제작한 프레스코화로 장식된 6개의 예배당, 무덤과 세노타프이다. 전설에서는 산타 크로체 성당이 성 프란치스코가 세웠다고 한다. 옛 건물을 대체한 현재 교회의 건설은 아마 아르놀포 디 캄비오에 의해 1294년 5월 12일에 시작되었고, 피렌체의 부유한 가문들의 일부가 비용을 지불했다. 교황 에우제니오 4세가 축성을 해주었다. 건물의 디자인은 프란치스코회의 소박함을 추구하는 방식을 반영했다. 평면도는 115 미터 길이의 회랑과 2 개의 통로가있는 팔각형의 줄로 구분 된 이집트 또는 티 십자가 (성 프란치스코의 상징)이다. 성당의 남쪽은 수녀원이였고 현재도 일부 남아있다.
파치 채플이 있는 주 회랑인 프리모 키오스트로 (Primo Chiostro)는 사제단 회의장으로 지어져, 1470년대에 완공됐다. 필리포 브루넬레스키 (두오모의 돔 디자인을 해내고 시행함)는 이 건물의 엄격하게 단순하면서 아무런 장식이 없는 디자인에 관여했다.
1560년에 루드 스크린이 반종교 개혁 발생으로 인한 변화의 일종으로서 사라졌고 조르조 바사리가 내부를 재건축하였다. 그 결과 교회의 장식에 손상이 생겼고 이전 루드 스크린에 있던 대부분의 제단이 소실되었다.
종탑은 과거 번개로 손상이 생긴 것을 대체한 1842년에 지어졌다. 신고딕 양식의 대리석 파사드는 1857년-1863년으로 거슬러 올라갔다. 안코나 출신의 유대인 건축가 니콜로 마타스 (Niccolo Matas)가 성당의 파사드를 디자인했고, 파사드 구성에 다윗의 별이 들어갔다. 마타스는 그의 친구들과 함께 산타 크로체 성당에 묻히길 원했으나, 그는 유대인이였기에 성당의 문턱에 비문과 함께 존중을 받으며 묻혔다.
1866년에 성당 단지는 대부분의 종교적 건물들에 대한 정부의 압박으로서 이탈리아의 독립과 통일 전쟁 이후 공공 재산이 되었다.
무세오 델로페라 디 산타 크로체 (Museo dell'Opera di Santa Croce)는 회랑 밖에 있는 수도원 식당에 위치해 있다. 그녀가 태어나고 이름이 붙은 플로렌스 나이팅게일을 향한 기념비는 회랑에 서있다. 건물과 예술품에 대한 손상은 심각하여, 몇 십년간 수리를 거쳤다.
오늘날 프란치스코회 수사들의 옛 기숙사는 Scuola del Cuoio (피렌체 장인 가죽학교)이다.

### 수리
산타 크로체 성당은 이탈리아의 시민 보호 기관의 도움으로 다년간의 수리 작업 중이다. 2017년 10월 20일, 스페인 출신의 관광객의 죽음을 야기한 석조 부분 추락으로 폐쇄되었다. 성당은 안정성에 대한 조사 중에 무기한으로 폐쇄될 예정이다. 이탈리아 문화부는 "이 극적인 사건이 어떻게 발생했으며 유지 보수에 대한 책임이 있는지를 조사할 것이다."라고 밝혔다.

## 미술품

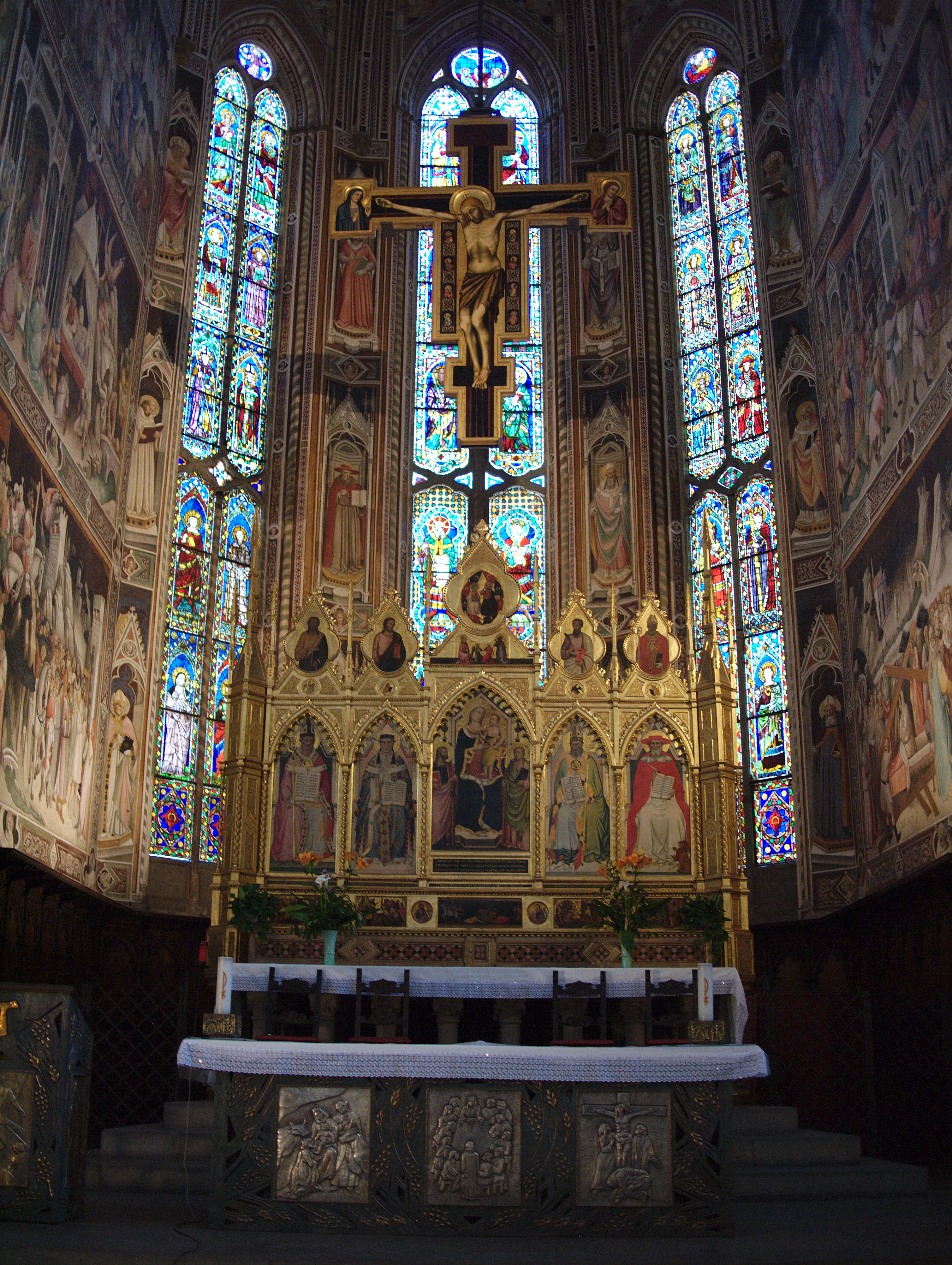
제단과 십자가상

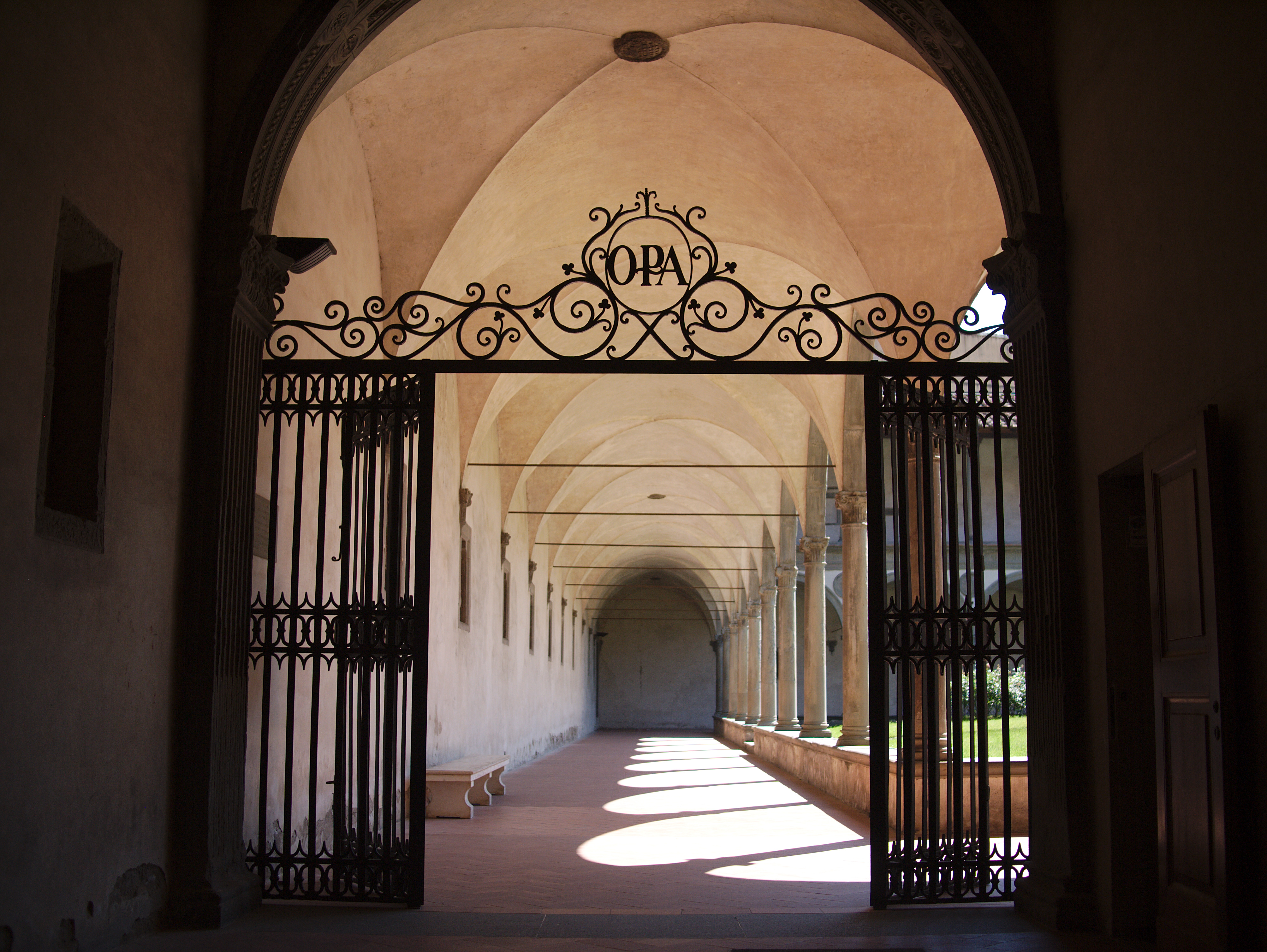
정원으로 향하는 ora pro animis ("영혼을 위해 기도하라")를 뜻하는 "OPA" 문자가 있는 문

성당에 존재하는 작품들을 제작한 예술가들은 다음과 같다:
- 베네데토 다 마이아노 (설교단; 그의 형제 줄리아노와 함께 제작한 파치 예배당으로 향하는 문)
- 안토니오 카노바 (알피에리의 기념비)
- 치마부에 (십자가 책형, 1966년 홍수로 인해 치명적인 손상을 입었고 현재 수도원 식당에 있다)
- 안드레아 델라 로비아 (메디치 예배당의 제단화)
- 루카 델라 로비아 (파치 예배당의 장식)
- 데시데리오 다 세티냐노 (마르수피니의 무덤; 파치 예배당내 프리즈)
- 도나텔로 (남쪽 벽에 있는 수태고지 부조; 바르디 예배당 왼쪽의 십자가상; 수도원 식당에 있는 본래 오르산미켈레를 위해 만들어진 툴루즈의 성 루이)
- 아뇰로 가디 (카스텔라니 예배당, 성단소의 프레스코화; 카스텔라니 성단소의 스테인드 글라스)
- 타데오 가디 (바론첼리 예배당의 프레스코화; 성구실의 십자가상; 그의 최고 걸작이라 여겨지는 수도원 식당의 최후의 만찬)
- 조토 (페루치 예배당과 바르디 예배당의 오른쪽의 프레스코화; 바론첼리 예배당의 제단화 성모의 대관 역시도 그가 했을 가능성이 있으며, 또한 타테오 가디가 했을것이라고도 본다)
- 조반니 다 밀라노 (성모 마리아의 생애와 막달라 마리아의 장면이 있는 리누치니 예배당의 프레스코화)
- 마소 디 방코 (성 실베스테르 1세의 생애 장면이 그려진 바르디 디 브리니오 예배당의 프레스코화, 1335–1338년 작).
- 헨리 무어 (주 회랑에 있는 전사 조각상)
- 안드레아 오르카냐 (바사리의 리모델링 중에 크게 사라진 프레스코화, 수도우너 식당내에 일부가 남아있다)
- 안토니오 로셀리노 (남쪽 측랑에 있는 Madonna del Latte (1478년 작) 부조)
- 베르나르도 로셀리노 (브루니의 무덤)
- 산티 디 티토 (복쪽 측랑에 있는 제단화 엠마오의 저녁식사, 부활)
- 조르조 바사리 (발레리오 치올리, 이보반니 반디니, 바티스타 로렌치와 함께 만든 미켈란젤로 무덤의 조각상. 십자가의 길는 바사리가 그린 것이다.[7]
- 도메니코 베네치아노 (수도원 식당에 있는 성 요한과 프란치시코)

한때 산타 크로체 성당내에 있는 메디치 예배당에 로렌초 디 니콜로의 폴립티크가 있었으나, 현재는 분리되어 피렌체의 미술관들과 밀라노의 바가티 발세키 박물관에 있다.

## 장례 조형물

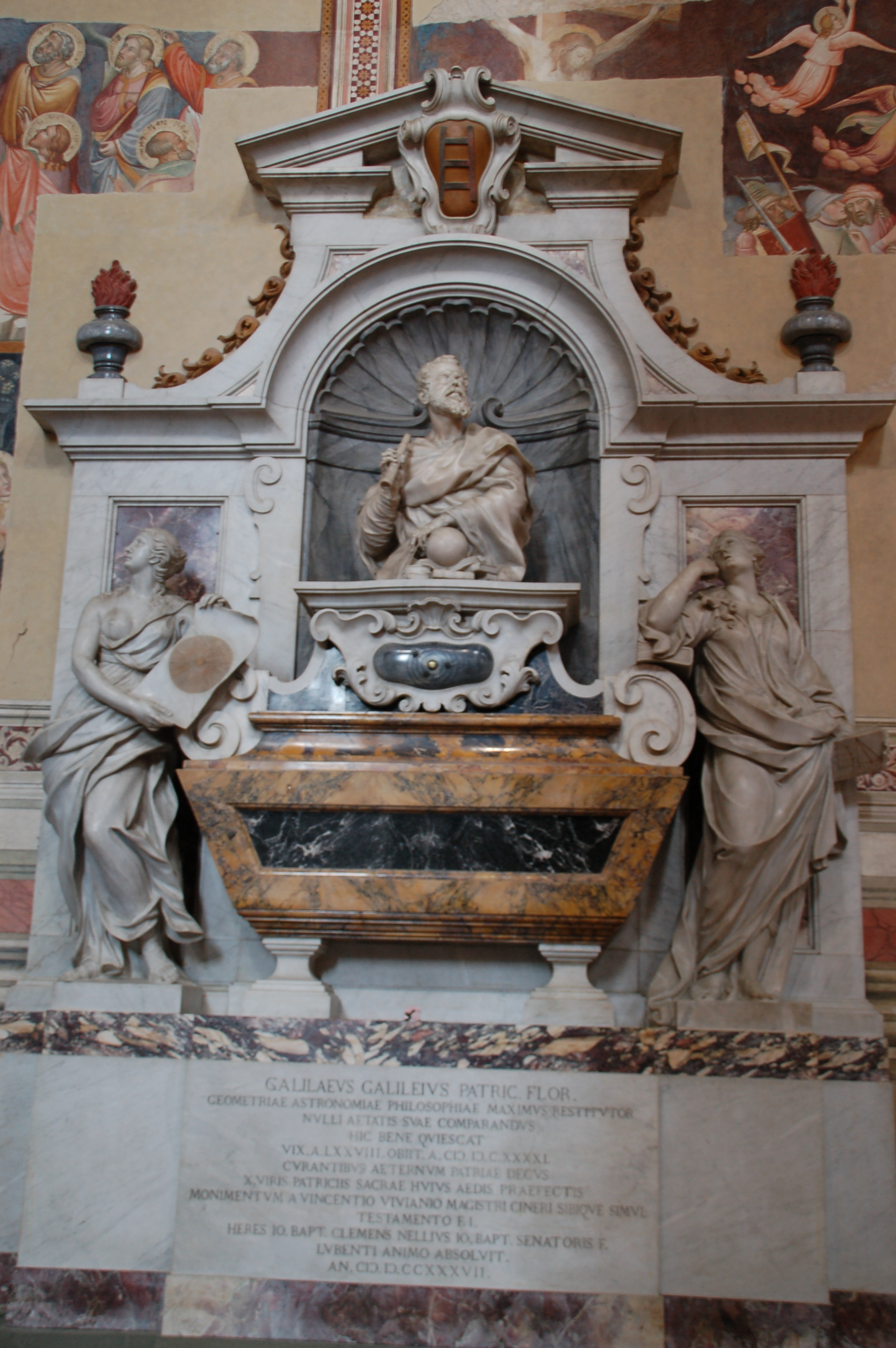
갈릴레오의 무덤

산타 크로체 성당은 피렌체 사람들에게 예배와 후원의 장소로 인기있었고 그곳에 묻히거나 기념되는 것은 피렌체 사람들에게 큰 영광이되었다. 바르디 가와 페루치 가 같은 부유한 가문들이 "소유한" 몇몇 예배당도 있었다. 시간이 흘러 다른 지역 출신의 유명 이탈리아인들에게도 공간이 주어졌다. 500년간 이 성당에 설립된 기념비의 인물들로는 다음과 같다:
- 레온 바티스타 알베르티 (15세기 건축가이자 미술 이론가)
- 비토리오 알피에리 (18세기 시인이자 극작가)
- 에우제니오 바르산티 (내연 기관 공동 발명가)
- 로렌초 바르톨리니 (19세기 조각가)
- 줄리 클라리 (조제프 보나파르트의 아내이며, 샤를로트 나폴레온 보나파르트는 그들의 딸이다)
- 레오나르도 다 빈치 (기념 명판, 프랑스의 앙부아즈 성에 묻힘)
- 레오나르도 브루니 (15세기 피렌체 공화국의 수상이자, 학자, 역사가)
- 단테 (라벤나에 묻힘)
- 우고 포스콜로 (19세기 시인)
- 갈릴레오 갈릴레이
- 조반니 젠틸레 (20세기 철학자)
- 로렌초 기베르티 (예술가이자 청동 세공사)
- 니콜로 마키아벨리 (인노첸초 스피나치가 제작)
- 카를로 마르수피니 (15세기 피렌체 공화국의 수상)
- 미켈란젤로 부오나로티
- 라파엘로 모르겐 (19세기 판화가)
- 조아키노 로시니 (주세페 카시올리가 제작)
- 슈톨베르크-게데른의 공녀 루이제 (찰스 에드워드 스튜어트의 부인)
- 굴리엘모 마르코니 (볼로냐 인근 그가 태어난 사소마르코니에 묻힘)
- 엔리코 페르미 (핵 물리학자, 일리노이주 시카고에 묻힘)